# Bubalus arnee
O búfalo-d'água-selvagem (Bubalus arnee), também chamado de búfalo-asiático-selvagem, é um grande bovino nativo do sudeste da Ásia. A espécie está listada como ameaçada na Lista Vermelha da IUCN desde 1986, com a população remanescente totalizando menos de 4000 animais, com uma estimativa de menos de 2.500 indivíduos maduros.
A população mundial foi estimada em 3.400 indivíduos, dos quais 3.100 (91%) vivem na Índia, principalmente em Assam.

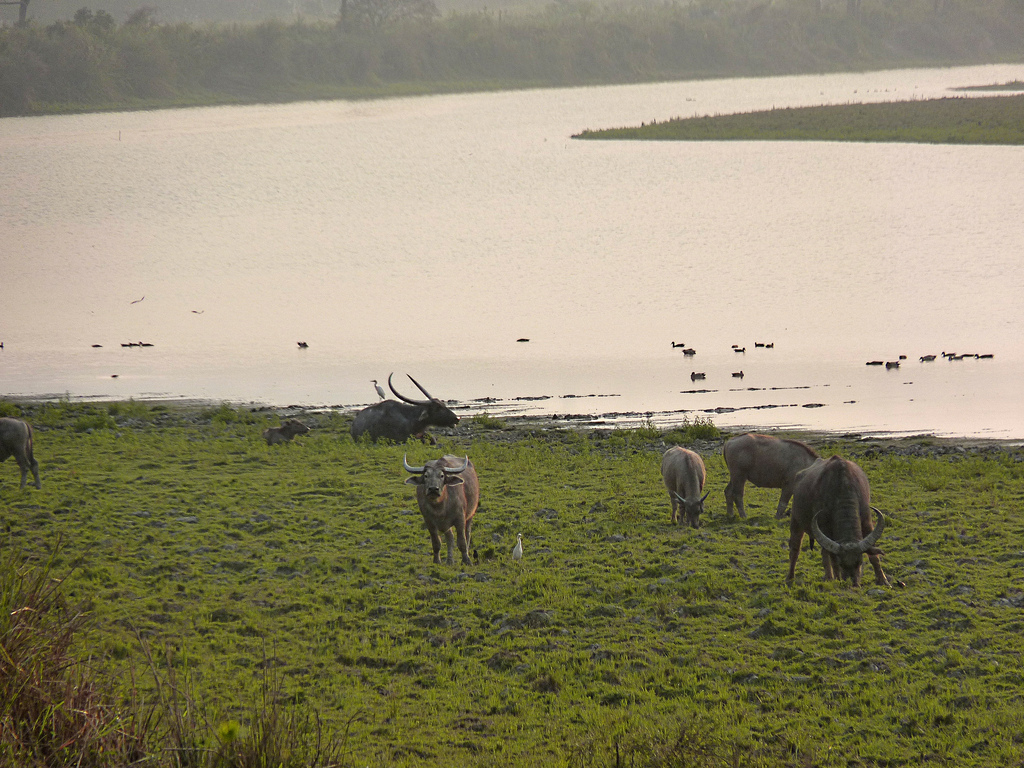
Búfalo d' água selvagem bubalus arnee, kaziranga, parque nacional, Assam, India.

O búfalo-d'água-selvagem é o ancestral do búfalo-d'água-doméstico, sendo o segundo maior bovino selvagem, menor apenas do que o gauro.

O ligeiramente menor búfalo africano, não está intimamente relacionado com o búfalo-d'água-selvagem.

## Características
O búfalo-asiático-selvagem pesa entre 700 e 1200 kg; possuí cerca de 3 metros de comprimento somado a 60-100 centímetros de cauda; mede de 1,50 a 1,90 metros na altura da cernelha. Tanto o macho quanto a fêmea podem possuir chifres de até 2 metros de comprimento, da extremidade de um lado ao outro.

## Habitat
O búfalo-d'água-selvagem habita planícies e pântanos próximos aos corpos d'água. 

## Distribuição geográfica
O búfalo-d'água-selvagem ocorre no Butão, Camboja, Índia, Mianmar, Nepal e na Tailândia. Está possivelmente extinto no Vietnã. Ocorria anteriormente no Bangladesh, Indonésia; Laos e Sri Lanka, mas está atualmente extinto nessas regiões.

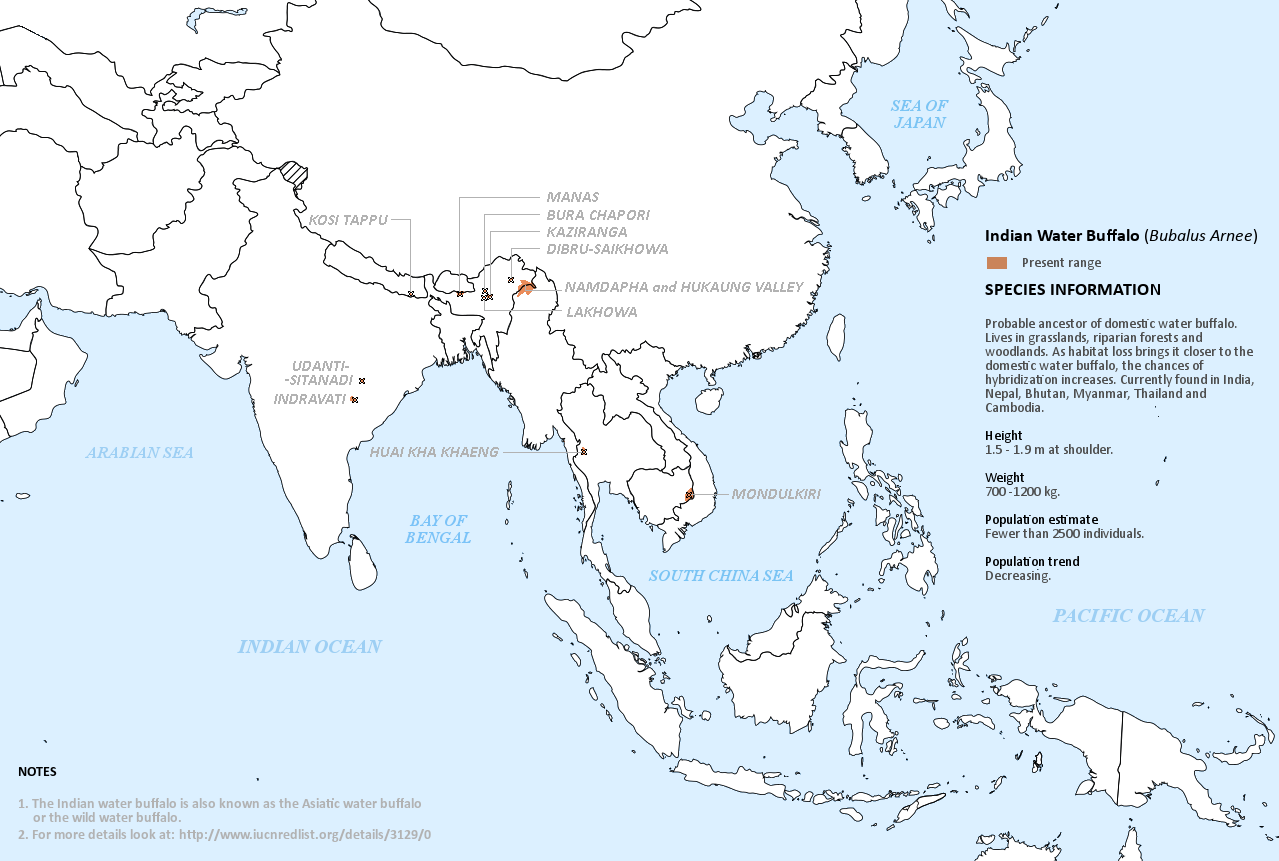
Distribuição do búfalo-d'água (ou búfalo-asiático) em 2015.

## Predadores
O búfalo-d'água-selvagem é a presa de animais como o dragão-de-komodo, algumas subespécies de tigres (tigre-de-bengala e tigre-da-indochina), lobos (Lobo indiano e dingo), leões asiáticos e crocodilianos asiáticos(com exceção do gavial)